# Zofia Góralczyk
Zofia Góralczyk-Markuszewska (ur. 1933, zm. 13 grudnia 2009 w Warszawie) – polska artystka zajmująca się scenografią, kostiumografią, ilustracją książkową oraz ceramiką.
Absolwentka Instytutu Historii Sztuki na Uniwersytecie Warszawskim. 
Od roku 1954 współpracowała z Studenckim Teatrem Satyryków STS w Warszawie. Projektowała dla tego teatru scenografie, kostiumy i drobne formy plastyczne. Występowała również na scenie tego teatru.
Po likwidacji STS-u zajmowała się scenografią filmową (m.in. Odwiedziny o zmierzchu reż. Jana Rybkowskiego (1966) i Bardzo starzy oboje tegoż reżysera (1967). Ilustrowała również książki, m.in. Divertimento Jeremiego Przybory. Organizowała wystawy z okazji kolejnych jubileuszy STS. Była czynna w środowisku związanym ze zlikwidowanym teatrem STS, organizując spotkania w leśniczówce Pranie na Mazurach, pełniąc funkcję wiceprezesa zarządu Stowarzyszenia „Leśniczówka Pranie”.
Jej mężem od 1954 roku był reżyser i scenarzysta Jerzy Markuszewski, z którym miała syna Macieja Markuszewskiego.
Zmarła 13 grudnia 2009 w Warszawie.